# Lula (série de jogos eletrônicos)
Lula é uma série de jogos eletrônicos adultos colocados no mundo dos negócios da pornografia hardcore. Eles apresentam a personagem-título Lula, uma mulher de cabelos loiros. Eles foram desenvolvidos pela Interactive Strip (Redfire Software) e publicados pela cdv Software Entertainment. O tema sexual dessa série de jogos causou alguma controvérsia, principalmente nos Estados Unidos, onde os jogos foram proibidos em vários estados (por exemplo, Califórnia) e alguns lançamentos do jogo não foram realizados pela Amazon.

## Jogos

### Lula Inside
Lula Inside (também conhecido como Lula Virtual Babe) é um tamagotchi virtual. É o segundo jogo da série Lula.

### Lula Pinball
Lula Pinball (também conhecido como Lula Flipper) é um jogo de pinball com tema de Lula.

### Lula Strip Poker
Lula Strip Poker é um jogo de strip poker onde o jogador desafia Lula.

### Wet Attack: The Empire Cums Back
Wet Attack: The Empire Cums Back é o terceiro jogo de Lula lançado. O jogador começa roubando uma nave espacial, chamada "The Tit", depois começa a procurar Lula, que está perdido no espaço. Seguindo as indicações, o jogador viaja de planeta para planeta, pegando carga e vendendo com lucro. Às vezes, a carga inclui contrabando, que paga bem, mas é arriscado. De tempos em tempos, a nave espacial é atacada por piratas que tentam roubar carga ou meninas. Os jogadores devem montar uma nave de corpo inteiro antes que possam salvar Lula, perdida.

### Lula Online
O mais recente lançamento da série, o Lula Online é um RPG de simulação baseado em navegador, onde ele se assemelha ao Wet: The Sexy Empire, embora mais modernizado do que seu colega mais antigo. Atualmente, está na versão beta e é a única entrada não desenvolvida ou publicada pela cdv Software Entertainment. Os servidores de Lula Online foram fechados na primavera de 2018.